# Liste von Technik und Bewaffnung der russischen Armee
Die Liste von Technik und Bewaffnung der russischen Armee enthält Informationen zu Ausrüstungsgegenständen von Technik und Bewaffnung, der Streitkräfte Russlands. Die Objekte wurden oder werden von der russischen Armee genutzt oder zumindest offiziell projektiert.

## Handfeuerwaffen

### Pistolen
| Bezeichnung        | Bild | Einführung | Kaliber           | Bemerkung |
| ------------------ | ---- | ---------- | ----------------- | --- |
| Makarow PM ПМ      |      | 1951       | 9 × 18 mm         | sowjetisch halbautomatische Pistole noch immer in großer Stückzahl im Einsatz                                          |
| Stetschkin APS АПС |      | 1951       | 9 × 18 mm         | sowjetisch automatische Pistole genutzt Fahrzeugbesatzungen und Piloten in Tschetschenien                              |
| PB ПБ              |      | 1967       | 9 × 18 mm         | sowjetisch halbautomatische Pistole für Spezialeinheiten PB steht für Pistolet besschumny, zu deutsch lautlose Pistole |
| PSS ПСС            |      | 1983       | 7,62 × 42 mm SP-4 | sowjetisch halbautomatische Pistole für Spezialeinheiten                                                               |
| GSch-18 ГШ-18      |      | 2000       | 9 × 19 mm         | russisch halbautomatische Pistole Ersatz für die veraltete Makarow PM                                                  |
| Jarygin PJa ПЯ     |      | 2003       | 9 × 19 mm         | russisch halbautomatische Pistole Ersatz für die veraltete Makarow PM bei Fronteinheiten                               |
| Udaw Удав          |      | 2019       | 9 × 21 mm         | russisch halbautomatische Pistole                                                                                      |
| SR-1 Wektor СР-1   |      |            | 9 × 21 mm         | russisch halbautomatische Pistole genutzt durch Speznas                                                                |
| Makarow PMM ПММ    |      |            | 9 × 18 mm         | russisch halbautomatische Pistole kleine Stückzahl                                                                     |

### Maschinenpistolen
| Bezeichnung       | Bild | Einführung | Kaliber   | Bemerkung                      |
| ----------------- | ---- | ---------- | --------- | ------------------------------ |
| PP-2000 ПП-2000   |      | 2006       | 9 × 19 mm | russisch                       |
| PP-19-01 ПП-19-01 |      | 2008       | 9 × 19 mm | russisch genutzt durch Speznas |

### Schrotflinten
| Bezeichnung       | Bild | Einführung | Kaliber    | Bemerkung                                                      |
| ----------------- | ---- | ---------- | ---------- | -------------------------------------------------------------- |
| KS-23 КС-23       |      | 1970       | 23 × 75 mm | sowjetisch Pump-Action-Kampfschrotflinte genutzt durch Speznas |
| Saiga-12 Сайга-12 |      | 1997       | Kaliber 12 | russisch halbautomatische Flinte kleine Stückzahl              |

### Repetiergewehre
| Bezeichnung                  | Bild | Einführung | Kaliber        | Bemerkung                                                                       |
| ---------------------------- | ---- | ---------- | -------------- | ------------------------------------------------------------------------------- |
| Mosin-Nagant Винтовка Мосина |      | 1891       | 7,62 × 54 mm R | sowjetisch von Wehrpflichtigen während der Invasion der Ukraine 2022 eingesetzt |

### Sturmgewehre
| Bezeichnung             | Bild | Einführung | Kaliber      | Bemerkung |
| ----------------------- | ---- | ---------- | ------------ | --- |
| AKM АКМ                 |      | 1959       | 7,62 × 39 mm | sowjetisch begrenzter Einsatz bei russischer Marineinfanterie, Panzern und Spezialeinheiten                                                   |
| AKMS АКМС               |      | 1959       | 7,62 × 39 mm | sowjetisch einklappbar kann mit Schalldämpfer genutzt werden begrenzter Einsatz bei russischer Marineinfanterie, Panzern und Spezialeinheiten |
| AK-74 АК-74             |      | 1974       | 5,45 × 39 mm | sowjetisch begrenzter Einsatz |
| AKS-74 АКС-74           |      | 1974       | 5,45 × 39 mm | sowjetisch einklappbar begrenzter Einsatz |
| AKS-74U АКС-74У         |      | 1979       | 5,45 × 39 mm | sowjetisch verkürzt genutzt durch Speznas |
| AEK-971 АЕК-971         |      | 1980       | 5,45 × 39 mm | russisch |
| SR-3 Wichr СР-3 „Вихрь“ |      | 1996       | 9 × 39 mm    | russisch genutzt durch Speznas |
| AK-103 АК-103           |      | 2001       | 7,62 × 39 mm | russisch |
| AK-12 АК-12             |      | 2018       | 5,45 × 39 mm | russisch genutzt durch Eliteeinheiten im Rahmen des Ratnik-Programm verwendet                                                                 |
| AK-15 АК-15             |      | 2020       | 7,62 × 39 mm | russisch verkürzte Version |
| AN-94 АН-94             |      | 1994       | 5,45 × 39 mm | russisch genutzt durch Speznas |
| AS Wal АС „Вал“         |      | 1987       | 9 × 39 mm    | sowjetisch schallgedämpft, genutzt durch Spezialeinheiten                                                                                     |
| AM-17 АМ-17             |      |            | 5,45 × 39 mm | russisch |

### Maschinengewehre
| Bezeichnung                  | Bild | Einführung | Kaliber        | Bemerkung                                                         |
| ---------------------------- | ---- | ---------- | -------------- | ----------------------------------------------------------------- |
| DSchK ДШК                    |      | 1938       | 12,7 × 108 mm  | sowjetisch schweres Maschinengewehr                               |
| PKM ПКМ                      |      | 1969       | 7,62 × 54 mm R | sowjetisch leichtes Maschinengewehr                               |
| NSW НСВ                      |      | 1971       | 12,7 × 108 mm  | sowjetisch schweres Maschinengewehr                               |
| RPK-74M РПК-74М              |      | 1995       | 5,45 × 39 mm   | russisch leichtes Maschinengewehr modernisiert Standardausführung |
| PKP Petscheneg ПКП „Печенег“ |      | 2001       | 7,62 × 54 mm R | sowjetisch leichtes Maschinengewehr ersetzt die PKM               |
| RPK-16 РПК-16                |      | 2016       | 5,45 × 39 mm   | russisch leichtes Maschinengewehr                                 |
| RPL-20 РПЛ-20                |      | 1998       | 5,45 × 39 mm   | russisch leichtes Maschinengewehr                                 |
| Kord Корд                    |      | 1998       | 12,7 × 108 mm  | russisch schweres Maschinengewehr                                 |

### Scharfschützengewehre
| Bezeichnung               | Bild | Einführung | Kaliber           | Bemerkung                                                                                          |
| ------------------------- | ---- | ---------- | ----------------- | -------------------------------------------------------------------------------------------------- |
| Dragunow SwD СВД          |      | 1963       | 7,62 × 54 mm R    | sowjetisch halbautomatisches Scharfschützengewehr                                                  |
| WSS-Wintores ВСС          |      | 1987       | 9 × 39 mm         | sowjetisch halbautomatisches, schallgedämpftes Scharfschützengewehr genutzt durch Spezialeinheiten |
| OSW-96 ОСВ-96             |      | 2000       | 12,7 × 108 mm     | russisch Gewehr gegen Personen und Material genutzt durch Speznas                                  |
| SW-98 СВ-98               |      | 2003       | 7,62 × 54 mm R    | russisch Repetier-Scharfschützengewehr                                                             |
| Lobajew СВЛ               |      | 2010       | .338 Lapua Magnum | russisch Repetier-Scharfschützengewehr                                                             |
| Orsis T-5000 ОРСИС Т-5000 |      | 2018       | .338 Lapua Magnum | russisch Repetier-Scharfschützengewehr soll die Dragunow SwD ersetzten                             |
| KSWK КСВК                 |      | 1997       | 12,7 × 108 mm     | russisch Gewehr gegen Personen und Material                                                        |
| SWTsch СВЧ                |      | 2022       | 7,62 × 54 mm R    | russisch Gewehr gegen Personen                                                                     |

### Gewehr-Granatwerfer
| Bezeichnung | Bild | Einführung | Kaliber      | Bemerkung                                                         |
| ----------- | ---- | ---------- | ------------ | ----------------------------------------------------------------- |
| GP-25 ГП-25 |      | 1978       | 40 mm VOG-25 | sowjetisch Gewehr-Granatwerfer passt an AKM, AK-74, AN-94, AK-100 |
| GM-94 ГМ-94 |      | 1994       | 43 × 30 mm   | russisch Mehrschuss-Granatwerfer genutzt durch Spezialeinheiten   |
| RG-6 РГ-6   |      | 1994       | 40 mm VOG-25 | russisch Granatwerfer                                             |

### Maschinengranatwerfer
| Bezeichnung                   | Bild | Einführung | Kaliber    | Bemerkung  |
| ----------------------------- | ---- | ---------- | ---------- | ---------- |
| AGS-17 Plamja АГС-17 „Пламя“  |      | 1970       | 30 × 29 mm | sowjetisch |
| AGS-30 АГС-30                 |      | 1995       | 30 × 29 mm | russisch   |
| AGS-40 Balkan АГС-40 „Балкан“ |      | 2017       | 40 mm      | russisch   |

### Panzerabwehrhandwaffen
| Bezeichnung   | Bild | Einführung | Kaliber | Bemerkung                                            |
| ------------- | ---- | ---------- | ------- | ---------------------------------------------------- |
| RPG-7 РПГ-7   |      | 1961       | 40 mm   | sowjetisch kann verschiedene Munitionstypen abfeuern |
| RPG-18 РПГ-18 |      | 1972       | 64 mm   | sowjetisch Einzelschuss-Einwegwerfer                 |
| RPG-22 РПГ-22 |      | 1985       | 72,5 mm | sowjetisch Einzelschuss-Einwegwerfer                 |
| RPG-26 РПГ-26 |      | 1985       | 72,5 mm | sowjetisch Einzelschuss-Einwegwerfer                 |
| RPG-27 РПГ-27 |      | 1989       | 105 mm  | sowjetisch Einzelschuss-Einwegwerfer                 |
| RPG-29 РПГ-29 |      | 1989       | 105 mm  | sowjetisch                                           |
| RPG-28 РПГ-28 |      | 2011       | 105 mm  | russisch Einzelschuss-Einwegwerfer                   |
| RPG-30 РПГ-30 |      | 2012       | 105 mm  | russisch                                             |
| RPG-32 РПГ-32 |      | 2012       | 105 mm  | russisch                                             |

### Flammenwerfer
| Bezeichnung                | Bild | Einführung | Kaliber | Bemerkung                       |
| -------------------------- | ---- | ---------- | ------- | ------------------------------- |
| RPO-A Schmel РПО-А „Шмель“ |      | 1986       | 93 mm   | sowjetisch Raketenflammenwerfer |
| RPO Schmel-M РПО „Шмель-М“ |      | 2003       | 72,5 mm | russisch Raketenflammenwerfer   |

### Panzerabwehrlenkwaffen
| Bezeichnung                       | Bild | Einführung | Kaliber | Bemerkung                                                                 |
| --------------------------------- | ---- | ---------- | ------- | ------------------------------------------------------------------------- |
| 9K111 Fagot 9К111 „Фагот“         |      | 1970       | 120 mm  | sowjetisch drahtgelenkte Panzerabwehrrakete NATO-Code: AT-4C „Spigot C“   |
| 9K113 Konkurs 9К113 „Конкурс“     |      | 1974       | 135 mm  | sowjetisch drahtgelenkte Panzerabwehrrakete NATO-Code: AT-5B „Spandrel B“ |
| 9K115 Metis 9К115 „Метис“         |      | 1979       | 94 mm   | sowjetisch drahtgelenkte Panzerabwehrrakete NATO-Code: AT-7 „Saxhorn“     |
| 9K115-2 Metis-M 9К115-2 „Метис-М“ |      | 1992       | 130 mm  | russisch drahtgelenkte Panzerabwehrrakete NATO-Code: AT-13 „Saxhorn-2“    |
| 9K135 Kornet 9К135 „Корнет“       |      | 1998       | 152 mm  | russisch strahlgelenkte Panzerabwehrrakete NATO-Code: AT-14 „Spriggan“    |

### Tragbare Luftabwehrsysteme
| Bezeichnung                   | Bild | Einführung | Kaliber | Bemerkung                             |
| ----------------------------- | ---- | ---------- | ------- | ------------------------------------- |
| 9K34 Strela-3 9К34 „Стрела-3“ |      | 1974       | 75 mm   | sowjetisch NATO-Code: SA-14 „Gremlin“ |
| 9K38 Igla 9К38 „Игла“         |      | 1981       | 72 mm   | sowjetisch NATO-Code: SA-18 „Grouse“  |
| 9K338 Igla-S 9К338 „Игла-С“   |      | 2004       | 72 mm   | russisch NATO-Code: SA-24 „Grinch“    |
| 9K333 Werba 9К333 „Верба“     |      | 2004       | 72 mm   | russisch NATO-Code: SA-29 „Gizmo“     |

### Handgranaten
| Bezeichnung | Bild | Einführung | Kaliber | Bemerkung                                                                                  |
| ----------- | ---- | ---------- | ------- | ------------------------------------------------------------------------------------------ |
| F-1 Ф-1     |      | 1939       | 55 mm   | sowjetisch                                                                                 |
| RKG-3 РКГ-3 |      | 1950       | 362 mm  | sowjetisch 15–20 Meter Tötungs- / Verwundungsradius                                        |
| RGD-5 РГД-5 |      | 1954       | 56 mm   | sowjetisch                                                                                 |
| RGD-2 РГД-2 |      |            |         | sowjetisch Rauchgranate                                                                    |
| RGD-U РГД-У |      |            |         | russisch                                                                                   |
| RGO РГО     |      |            | 60 mm   | sowjetisch 6 Meter Tötungsradius detoniert beim Aufprall nach 1,8 Sekunden Scharfschaltung |
| RGN РГН     |      |            | 60 mm   | sowjetisch 4 Meter Tötungsradius detoniert beim Aufprall nach 1,8 Sekunden Scharfschaltung |

## Artillerie

### Rückstoßfreie Geschütze
| Bezeichnung               | Bild | Einführung | Kaliber | Bemerkung  |
| ------------------------- | ---- | ---------- | ------- | ---------- |
| SPG-9 Kopjo СПГ-9 „Копьё“ |      | 1962       | 73 mm   | sowjetisch |

### Mörser
| Bezeichnung                 | Bild | Einführung | Kaliber | Bemerkung  |
| --------------------------- | ---- | ---------- | ------- | ---------- |
| 2B9 Wassiljok 2Б9 „Василёк“ |      | 1970       | 82 mm   | sowjetisch |
| 2B14 Podnos 2Б14 „Поднос“   |      | 1981       | 82 mm   | sowjetisch |
| 2S12 Sani 2С12 „Сани“       |      | 1981       | 120 mm  | sowjetisch |

### Feldgeschütze
| Bezeichnung                     | Bild | Einführung | Kaliber | Bemerkung  |
| ------------------------------- | ---- | ---------- | ------- | ---------- |
| D-20 Д-20                       |      | 1955       | 152 mm  | sowjetisch |
| 2B16 Nona-K 2Б16 „Нона-К“       |      | 1986       | 120 mm  | sowjetisch |
| 2A18 D-30 2А18 Д-30             |      | 1960       | 122 mm  | sowjetisch |
| MT-12 МТ-12                     |      | 1970       | 100 mm  | sowjetisch |
| 2A36 Giazint-B 2А36 „Гиацинт-Б“ |      | 1975       | 152 mm  | sowjetisch |
| 2A65 Msta-B 2А65 „Мста-Б“       |      | 1987       | 152 mm  | sowjetisch |

### Selbstfahrlafetten
| Bezeichnung                          | Bild | Einführung | Kaliber | Bemerkung  |
| ------------------------------------ | ---- | ---------- | ------- | ---------- |
| 2S3 Akazija 2С3 „Акация“             |      | 1971       | 152 mm  | sowjetisch |
| 2S1 Gwosdika 2С1 „Гвоздика“          |      | 1972       | 122 mm  | sowjetisch |
| 2S4 Tjulpan 2С4 „Тюльпан“            |      | 1972       | 240 mm  | sowjetisch |
| 2S7 Pion 2С7 „Пион“                  |      | 1976       | 203 mm  | sowjetisch |
| 2S5 Giazint-S 2С5 „Гиацинт-С“        |      | 1978       | 152 mm  | sowjetisch |
| 2S9 Nona-S 2С9 „Нона-С“              |      | 1981       | 120 mm  | sowjetisch |
| 2S19 Msta-S 2С19 „Мста-С“            |      | 1989       | 152 mm  | sowjetisch |
| 2S19 Msta-M1 2С19 „Мста-М1“          |      | 1992       | 152 mm  | sowjetisch |
| 2S23 Nona-SWK 2С23 „Нона-СВК“        |      | 2009       | 120 mm  | russisch   |
| 2S19 Msta-M2 2С19 „Мста-М2“          |      | 2012       | 152 mm  | russisch   |
| 2S40 Floks 2С40 „Флокс“              |      | 2023       | 120 mm  | russisch   |
| 2S35 Koalizija-SW 2С35 „Коалиция-СВ“ |      | 2023       | 152 mm  | russisch   |
| 2S43 Malwa 2С43 „Мальва“             |      | 2023       | 152 mm  | russisch   |
| 2S34 Chosta 2С34 „Хоста“             |      |            | 120 mm  | russisch   |

### Raketenartillerie
| Bezeichnung                      | Bild | Einführung | Kaliber | Bemerkung  |
| -------------------------------- | ---- | ---------- | ------- | ---------- |
| BM-21 Grad БМ-21 „Град“          |      | 1963       | 122 mm  | sowjetisch |
| BM-27 Uragan БМ-27 „Ураган“      |      | 1975       | 220 mm  | sowjetisch |
| TOS-1 ТОС-1                      |      | 1988       | 220 mm  | sowjetisch |
| BM-30 Smertsch БМ-30 „Смерч“     |      | 1989       | 300 mm  | sowjetisch |
| Uragan-1M „Ураган-1М“            |      | 2007       | 220 mm  | russisch   |
| 9A53-G Tornado                   |      | 2011       | 122 mm  | russisch   |
| 9A53-S Tornado                   |      | 2014       | 300 mm  | russisch   |
| TOS-2 Tosotschka ТОС-2 „Тосочка“ |      | 2020       | 220 mm  | russisch   |

### Mobile Luftabwehr
| Bezeichnung                              | Bild | Einführung | Kaliber   | Bemerkung                                              |
| ---------------------------------------- | ---- | ---------- | --------- | ------------------------------------------------------ |
| ZSU-23-4 Schilka ЗСУ-23-4 „Шилка“        |      | 1960       | 4 × 23 mm | sowjetisch kurze Reichweite                            |
| 2K12 Kub 2К12 „Куб“                      |      | 1967       |           | sowjetisch mittlere Reichweite NATO-Code: SA-6 Gainful |
| 9K33 Osa 9К33 „Оса“                      |      | 1971       |           | sowjetisch kurze Reichweite NATO-Code: SA-8 Gecko      |
| 9K35 Strela-10 9К35 „Стрела-10“          |      | 1976       |           | sowjetisch kurze Reichweite NATO-Code: SA-13 Gopher    |
| 9K37 Buk 9К37 „Бук“                      |      | 1980       |           | sowjetisch mittlere Reichweite NATO-Code: SA-11 Gadfly |
| 2K22 Tunguska 2К22 „Тунгуска“            |      | 1982       |           | sowjetisch kurze Reichweite NATO-Code: SA-19 Grison    |
| Almas-Antei S-300 С-300                  |      | 1983       |           | sowjetisch lange Reichweite NATO-Code: SA-12 Giant     |
| 9K330 Tor 9К330 „Тор“                    |      | 1986       |           | sowjetisch kurze Reichweite NATO-Code: SA-15 Gauntlet  |
| S-400 Triumf С-400 „Триумф“              |      | 2007       |           | russisch lange Reichweite NATO-Code: SA-21 Growler     |
| 2S38 Deriwazija-PWO 2С38 „Деривация-ПВО“ |      | 2023       | 57 mm     | russisch auf Basis des BMP-3                           |
| 9M337 Sosna-R 9М337 „Сосна-Р“            |      | 2023       |           | russisch auf Basis des BMP-3 oder BTR-80               |
| Gibka-S „Гибка-С“                        |      | 2023       |           | russisch 9K333 Werba auf Basis des GAZ-2975 Tigr       |

### Ballistische Raketensysteme
| Bezeichnung                     | Bild | Einführung | Kaliber | Bemerkung                                                                   |
| ------------------------------- | ---- | ---------- | ------- | --------------------------------------------------------------------------- |
| 9K79 Totschka 9К79 „Точка“      |      | 1976       |         | sowjetisch taktisch ballistische Kurzstreckenrakete NATO-Code: SS-21 Scarab |
| 9K720 Iskander 9К720 „Искандер“ |      | 2006       |         | russisch taktisch ballistische Kurzstreckenrakete NATO-Code: SS-26 Stone    |

## Fahrzeuge

### Kampfpanzer
| Bezeichnung | Bild | Einführung | Kaliber | Bemerkung  |
| ----------- | ---- | ---------- | ------- | ---------- |
| T-54 Т-54   |      | 1947       | 100 mm  | sowjetisch |
| T-55 Т-55   |      | 1958       | 100 mm  | sowjetisch |
| T-62 Т-62   |      | 1961       | 115 mm  | sowjetisch |
| T-64 Т-64   |      | 1966       | 125 mm  | sowjetisch |
| T-72 Т-72   |      | 1973       | 125 mm  | sowjetisch |
| T-80 Т-80   |      | 1976       | 125 mm  | sowjetisch |
| T-90 Т-90   |      | 1992       | 125 mm  | sowjetisch |
| T-14 Т-14   |      | 2015       | 125 mm  | russisch   |

### Schützenpanzer
| Bezeichnung             | Bild | Einführung | Kaliber     | Bemerkung  |
| ----------------------- | ---- | ---------- | ----------- | ---------- |
| BMP-1 БМП-1             |      | 1966       | 73 mm       | sowjetisch |
| BMP-2 БМП-2             |      | 1980       | 30 mm       | sowjetisch |
| BMP-3 БМП-3             |      | 1987       | 100 mm30 mm | sowjetisch |
| T-15 Т-15               |      | 2015       | 30 mm       | russisch   |
| Kurganez-25 Курганец-25 |      | 2015       | 30 mm       | russisch   |

### Panzerjäger
| Bezeichnung                          | Bild | Einführung | Kaliber | Bemerkung  |
| ------------------------------------ | ---- | ---------- | ------- | ---------- |
| 9P148 Konkurs 9П148 „Конкурс“        |      | 1975       | 135 mm  | sowjetisch |
| 9P149 9П149                          |      | 1990       | 130 mm  | russisch   |
| 9K135 Kornet 9К135 „Корнет“          |      | 1998       | 152 mm  | russisch   |
| 9K123 Chrisantema 9К123 „Хризантема“ |      | 2005       | 152 mm  | russisch   |
| Kornet-D „Корнет-Д“                  |      | 2015       |         | russisch   |

### Aufklärer
| Bezeichnung                       | Bild | Einführung | Kaliber | Bemerkung                                           |
| --------------------------------- | ---- | ---------- | ------- | --------------------------------------------------- |
| BRDM-2 БРДМ-2                     |      | 1962       | 14,5 mm | sowjetisch                                          |
| BPM-97 БПМ-97                     |      | 1999       |         | russisch auf Basis des KamAZ-4326                   |
| BRM-1K БРМ-1К                     |      |            |         | russisch auf Basis des BMP-1                        |
| BRM-3K БМП-3К                     |      |            |         | russisch auf Basis des BMP-3                        |
| 1W198 1В198                       |      |            |         | Artillerie-Aufklärungsfahrzeug                      |
| 1W152 1В152                       |      |            |         | Artillerie-Aufklärungsfahrzeug auf Basis des BTR-80 |
| PRP-4M Deiteri ПРП-4М „Дейтерий“  |      |            |         | Artillerie-Aufklärungsfahrzeug auf Basis des BMP-1  |
| PRP-4A Argus ПРП-4А „Аргус“       |      |            |         | Artillerie-Aufklärungsfahrzeug auf Basis des BMP-1  |
| PRP-5 Mars-2000 ПРП-5 „Марс-2000“ |      |            |         | Artillerie-Aufklärungsfahrzeug                      |
| ASK-7 Mesotron АЗК-7 „Мезотрон“   |      |            |         | Artillerie-Schallmess-Aufklärungssystem             |

### Mannschaftstransportwagen
| Bezeichnung                                  | Bild | Einführung | Kaliber | Bemerkung                     |
| -------------------------------------------- | ---- | ---------- | ------- | ----------------------------- |
| BTR-50 БТР-50                                |      | 1954       |         | sowjetisch                    |
| BTR-60 БТР-60                                |      | 1959       |         | sowjetisch                    |
| MT-LB МТ-ЛБ                                  |      | 1970       |         | sowjetisch                    |
| BTR-70 БТР-70                                |      | 1972       |         | sowjetisch                    |
| BTR-80 БТР-80                                |      | 1986       |         | sowjetisch                    |
| BMO-T БМО-Т                                  |      | 2001       |         | russisch auf Basis des T-72   |
| GAZ-2975 Tigr ГАЗ-2975 Тигр                  |      | 2005       |         | russisch                      |
| BTR-90 БТР-90                                |      | 2008       |         | russisch                      |
| SBA-60K2 Bulat СБА-60К2 „Булат“              |      | 2013       |         | russisch                      |
| Ural-63095 Taifun-U Урал-63095 „Тайфун-У“    |      | 2014       |         | russisch                      |
| KamAZ-63968 Taifun-K КамАЗ-63968 „Тайфун-К“  |      | 2014       |         | russisch                      |
| Kurganez-25 Курганец-25                      |      | 2015       | 12,7 mm | russisch                      |
| Iveco LMV                                    |      | 2017       |         | italienisch                   |
| WPK-Ural ВПК-Урал                            |      | 2019       |         | russisch                      |
| Z-STS З-СТС „Ахмат“                          |      | 2022       |         | russisch                      |
| Asteis-7020 Patrul-A Астейс-7020 „Патруль-А“ |      | 2024       |         | russisch                      |
| KamAZ-5350-379 КамАЗ-5350-379                |      |            |         | russisch auf Basis KamAZ-5350 |
| AMN-233121 Atlet АМН-233121 „Атлет“          |      |            |         | russisch                      |

### Sanitätsfahrzeuge
| Bezeichnung                           | Bild | Einführung | Kaliber | Bemerkung                |
| ------------------------------------- | ---- | ---------- | ------- | ------------------------ |
| KamAZ-53949 Linsa КамАЗ-53949 „Линза“ |      | 2020       |         | gepanzerter Krankenwagen |
| AS4350 АС4350                         |      |            |         | Krankenwagen             |
| BMM-80 Simfonija БММ-80 „Симфония“    |      |            |         | gepanzerter Krankenwagen |

### Personenkraftwagen
| Bezeichnung             | Bild | Einführung | Kaliber | Bemerkung  |
| ----------------------- | ---- | ---------- | ------- | ---------- |
| UAZ-452 УАЗ-452         |      | 1965       |         | sowjetisch |
| UAZ-469 УАЗ-469         |      | 1971       |         | sowjetisch |
| UAZ Patriot УАЗ Патриот |      | 2017       |         | russisch   |
| Desertcross 1000-3      |      | 2023       |         | chinesisch |
| UAZ-3132 УАЗ-3132       |      |            |         | sowjetisch |
| ASMP Luidor АСМП Луидор |      |            |         | russisch   |
| Haval H9                |      |            |         | chinesisch |

### Lastkraftwagen
| Bezeichnung             | Bild | Einführung | Kaliber | Bemerkung                                                     |
| ----------------------- | ---- | ---------- | ------- | ------------------------------------------------------------- |
| Ural-4320 Урал-4320     |      | 1977       |         | sowjetisch mittlerer Lastkraftwagen                           |
| Ural-5323 Урал-5323     |      | 1989       |         | russisch schwerer Lastkraftwagen                              |
| KamAZ-65115 КамАЗ-65115 |      | 1995       |         | russisch mittlerer Lastkraftwagen                             |
| GAZ-3308 ГАЗ-3308       |      | 1997       |         | russisch leichter Lastkraftwagen                              |
| KamAZ-6350 КамАЗ-6350   |      | 1998       |         | russisch schwerer Lastkraftwagen                              |
| KamAZ-43501 КамАЗ-43501 |      | 2003       |         | russisch leichter Lastkraftwagen Allradantrieb                |
| KamAZ-5350 КамАЗ-5350   |      | 2003       |         | russisch mittlerer Lastkraftwagen                             |
| KamAZ-65225 КамАЗ-65225 |      | 2004       |         | russisch schwere Sattelzugmaschine                            |
| ZIL-4334 ЗИЛ-4334       |      | 2004       |         | russisch mittlerer Lastkraftwagen                             |
| Ural-6370 Урал-6370     |      | 2011       |         | russisch Panzertransporter                                    |
| BAZ-6403 БАЗ-6403       |      |            |         | russisch Panzertransporter aus dem Brjanski Awtomobilny Sawod |

### Transportfahrzeuge mit Kettenantrieb
| Bezeichnung                 | Bild | Einführung | Kaliber | Bemerkung  |
| --------------------------- | ---- | ---------- | ------- | ---------- |
| PTS ПТС                     |      | 1965       |         | sowjetisch |
| DT-30 Witjas ДТ-30 „Витязь“ |      | 1982       |         | sowjetisch |
| GAZ-3344 ГАЗ-3344           |      | 2012       |         | russisch   |
| GAZ-3351 ГАЗ-3351           |      | 2012       |         | russisch   |
| Plastun-SN Пластун-СН       |      |            |         | russisch   |

### Bergefahrzeuge
| Bezeichnung     | Bild | Einführung | Kaliber | Bemerkung                        |
| --------------- | ---- | ---------- | ------- | -------------------------------- |
| BREM-L БРЭМ-Л   |      | 1965       |         | sowjetisch auf Basis des BMP-3   |
| BREM-1 БРЭМ-1   |      | 1973       |         | sowjetisch auf Basis des T-72    |
| BREM-K БРЭМ-К   |      | 1986       |         | sowjetisch auf Basis des BTR-80  |
| BREM-90 БРЭМ-90 |      |            |         | russisch auf Basis T-90          |
| REM-KS РЭМ-КС   |      |            |         | russisch auf Basis BAZ-6910      |
| REM-KL РЭМ-КЛ   |      |            |         | russisch auf Basis des Ural-5323 |

### Pionierfahrzeuge
| Bezeichnung         | Bild | Einführung | Kaliber | Bemerkung                      |
| ------------------- | ---- | ---------- | ------- | ------------------------------ |
| BAT-2 БАТ-2         |      | 1977       |         | sowjetisch auf Basis des MT-T  |
| IRM Schuk ИРМ „Жук“ |      | 1980       |         | sowjetisch auf Basis des BMP-2 |
| IMR-2 ИМР-2         |      | 1982       |         | sowjetisch auf Basis des T-62  |
| IMR-3 ИМР-3         |      | 1999       |         | russisch auf Basis des T-90    |

### Brückenfahrzeuge
| Bezeichnung     | Bild | Einführung | Kaliber | Bemerkung                                            |
| --------------- | ---- | ---------- | ------- | ---------------------------------------------------- |
| MTU-72 МТУ-72   |      | 1972       |         | sowjetisch Schnellbrückenfahrzeug auf Basis des T-62 |
| MTU-90 МТУ-90   |      | 1990       |         | russisch Schnellbrückenfahrzeug auf Basis des T-90   |
| TMM-3 ТММ-3     |      |            |         | russisch Schnellbrückenfahrzeug                      |
| TMM-6 ТММ-6     |      | 1999       |         | russisch Schnellbrückenfahrzeug                      |
| PP-2005 ПП-2005 |      |            |         | Pontonbrückenfahrzeug                                |
| PP-91 ПП-91     |      |            |         | Pontonbrückenfahrzeug                                |
| PP-91 ПП-91     |      |            |         | Pontonbrückenfahrzeug auf Basis des KrAZ-260         |

### Minenlegefahrzeuge
| Bezeichnung            | Bild | Einführung | Kaliber | Bemerkung                         |
| ---------------------- | ---- | ---------- | ------- | --------------------------------- |
| GMZ-3 ГМЗ-3            |      | 1991       |         | russisch auf Basis des T-90       |
| Semledelije Земледелие |      | 2020       |         | russisch auf Basis des KamAZ-6560 |

### Minenräumfahrzeuge
| Bezeichnung   | Bild | Einführung | Kaliber | Bemerkung                      |
| ------------- | ---- | ---------- | ------- | ------------------------------ |
| UR-77 УР-77   |      | 1978       |         | sowjetisch auf Basis des T-90  |
| UR-07 УР-07   |      | 1988       |         | sowjetisch auf Basis des BMP-3 |
| BMR-3M БМР-3М |      |            |         | russisch auf Basis des T-90    |

### Pionierfahrzeuge
| Bezeichnung             | Bild | Einführung | Kaliber | Bemerkung                                    |
| ----------------------- | ---- | ---------- | ------- | -------------------------------------------- |
| BTM-3 БТМ-3             |      |            |         | Grabenbaufahrzeug auf Basis des AT-T         |
| MDK-3 МДК-3             |      |            |         | Grabenbaufahrzeug auf Basis des MT-T         |
| PBU-100 ПБУ-100         |      |            |         | Bohrfahrzeug auf Basis KamAZ-53501           |
| B10M2S Б10М2С           |      |            |         | Planierraupe                                 |
| EOW-4421 ЭОВ-4421       |      |            |         | Mobilbagger auf Basis KrAZ-255 oder KrAZ-260 |
| EOW-3521 ЭОВ-3521       |      | 2008       |         | russisch Mobilbagger auf Basis Ural-4320     |
| EOW-3523 ЭОВ-3523       |      |            |         | Mobilbagger auf Basis KamAZ-53501            |
| KMW-10K КМВ-10К         |      |            |         | Lkw mit Ladekran auf Basis KamAZ-53501       |
| KS-55729-7M КС-55729-7М |      |            |         | Mobilkran auf Basis KamAZ-63501              |
| KS-45731 КС-45731       |      | 2010       |         | russisch Mobilkran auf Basis KamAZ-53501     |
| KS-3574-M1 КС-3574-М1   |      |            |         | Mobilkran auf Basis Ural-4320                |
| KS-3574-M3 КС-3574-М3   |      |            |         | Mobilkran auf Basis Ural-4320                |

### ABC-Fahrzeuge
| Bezeichnung          | Bild | Einführung | Kaliber | Bemerkung                                                                           |
| -------------------- | ---- | ---------- | ------- | ----------------------------------------------------------------------------------- |
| TDA-2 ТДА-2          |      |            |         | Rauchentwicklungsfahrzeug verschiedene Ausführungen                                 |
| TDA-3 ТДА-3          |      |            |         | Rauchentwicklungsfahrzeug                                                           |
| UTM-80M УТМ-80М      |      |            |         | Dekontaminationsfahrzeug                                                            |
| ARS-14 АРС-14        |      |            |         | Dekontaminationsfahrzeug                                                            |
| DKW-K ДКВ-К          |      |            |         | Entgasungsfahrzeug                                                                  |
| TMS-65 ТМС-65        |      |            |         | Dekontaminationsfahrzeug auf Basis des Ural-375                                     |
| RChM-4 РХМ-4         |      |            |         | Chemie-Aufklärungsfahrzeug auf Basis des BTR-80                                     |
| RChM-6 РХМ-6         |      |            |         | Chemie-Aufklärungsfahrzeug auf Basis des BTR-80                                     |
| RPM-2 РПМ-2          |      |            |         | Chemie-Aufklärungsfahrzeug auf Basis des BTR-80                                     |
| K-612-O К-612-О      |      |            |         | Station zur Erkennung nuklearer Explosionen und chemischen Analyse                  |
| KDChR-1N КДХР-1Н     |      |            |         | Station zur Erkennung nuklearer Explosionen und chemischen Analyse auf Basis MT-LBu |
| RAST-3K РАСТ-3К      |      |            |         | Rechen- und Analysestation der ABC-Schutztruppe                                     |
| PM RChBS-1 ПМ РХБЗ-1 |      |            |         | Mobile Reparaturwerkstatt der ABC-Schutztruppe                                      |

### Führungsfahrzeuge
| Bezeichnung                               | Bild | Einführung | Kaliber | Bemerkung                                            |
| ----------------------------------------- | ---- | ---------- | ------- | ---------------------------------------------------- |
| R-149AKSch Р-149АКШ                       |      |            |         | Führungsfahrzeug                                     |
| MPPU KBr МППУ КБр                         |      |            |         | Führungsfahrzeug                                     |
| Akazija-ME Акация-МЭ                      |      |            |         | Führungsfahrzeug                                     |
| R-177M Р-177М                             |      |            |         | Führungsfahrzeug                                     |
| 1W110 1В110                               |      |            |         | Führungsfahrzeug                                     |
| R-166 Р-166                               |      |            |         | gepanzertes Führungsfahrzeug auf Basis BTR-80        |
| R-149MA1/A3 Р-149А1/А3                    |      |            |         | gepanzertes Führungsfahrzeug auf Basis BTR-80        |
| R-149BMR Kuschetka-B Р-149БМР „Кушетка-Б“ |      |            |         | gepanzertes Führungsfahrzeug auf Basis BTR-80        |
| R-145BM Р-145БМ                           |      |            |         | gepanzertes Führungsfahrzeug auf Basis BTR-60        |
| P-230T П-230Т                             |      |            |         | gepanzertes Führungsfahrzeug auf Basis GAZ-2975 Tigr |

### Funkfahrzeuge
| Bezeichnung                       | Bild | Einführung | Kaliber | Bemerkung                                                       |
| --------------------------------- | ---- | ---------- | ------- | --------------------------------------------------------------- |
| R-439MD2 Р-439МД2                 |      |            |         | Satellitenkommunikationsfahrzeug                                |
| R-423-2 Р-423-2                   |      |            |         | Satellitenkommunikationsfahrzeug Kommunikationskontrollfahrzeug |
| PNGK-1 ПНГК-1                     |      |            |         | Satellitenkommunikationsfahrzeug Kommunikationskontrollfahrzeug |
| P-390PM П-390ПМ                   |      |            |         | Satellitenkommunikationsfahrzeug Kommunikationskontrollfahrzeug |
| P-260 Redut-2US П-260 „Редут-2УС“ |      |            |         | Autonomes Telekommunikationsfahrzeug                            |
| R-419L1 Р-419Л1                   |      |            |         | Kommunikationsfahrzeug                                          |
| R-419MP Р-419МП                   |      |            |         | Richtfunkfahrzeug                                               |

### Radarfahrzeuge
| Bezeichnung                                     | Bild | Einführung | Kaliber | Bemerkung                                                    |
| ----------------------------------------------- | ---- | ---------- | ------- | ------------------------------------------------------------ |
| Predel-E Предел-Э                               |      |            |         | Küstenschutzradar                                            |
| 1L122 Garmon 1Л122 „Гармонь“                    |      |            |         | Luftraumüberwachungsradar                                    |
| 1L13 Nebo-SW 1Л13 „Небо-СВ“                     |      |            |         | Luftraumüberwachungsradar                                    |
| 1L119 Nebo-SWU 1Л119 „Небо-СВУ“                 |      |            |         | Luftraumüberwachungsradar                                    |
| 55Sch6M Nebo-M 55Ж6М „Небо-М“                   |      |            |         | Luftraumüberwachungsradar                                    |
| 9S18 Kupol 9С18 „Купол“                         |      |            |         | Zielerfassungsradar                                          |
| 9S15 Obsor-3 9С15 „Обзор-3“                     |      |            |         | Zielerfassungsradar für S-300W                               |
| 1L219M Zoopark-1 1Л119М „Зоопарк-1“             |      |            |         | Gegenbatterie-Radar                                          |
| 9S932-1 Barnaul-T 9С932-1 „Барнаул-Т“           |      |            |         | Luftverteidigungs-Kampfmanagementsystem                      |
| Polyana-D4 Поляна-Д4                            |      |            |         | Luftverteidigungs-Kampfmanagementsystem                      |
| 9S737М Ranschir-M 9С737М „Ранжир-М“             |      |            |         | Luftverteidigungs-Kampfmanagementsystem                      |
| PPRU-1 Owod-M-SW ППРУ-1 „Овод-М-СВ“             |      |            |         | Luftverteidigungs-Kampfmanagementsystem                      |
| 1L269 Krassucha-2 1Л269 „Красуха-2“             |      |            |         | elektronische Kriegsführung                                  |
| 1RL257 Krassucha-4 1РЛ257 „Красуха-4“           |      |            |         | elektronische Kriegsführung                                  |
| MKTK-1A Dsjudoist МКТК-1А „Дзюдоист“            |      |            |         | elektronische Kriegsführung                                  |
| R-330Sch Schitel Р-330Ж „Житель“                |      |            |         | elektronische Kriegsführung                                  |
| Altajez-AM Алтаец-АМ                            |      |            |         | elektronische Kriegsführung                                  |
| 1L267 Moskwa-1 1Л267 „Москва-1“                 |      |            |         | elektronische Kriegsführung                                  |
| SPR-2M Rtut-BM СПР-2М „Ртуть-БМ“                |      |            |         | elektronische Kriegsführung                                  |
| Murmansk-BN Мурманск-БН                         |      |            |         | elektronische Kriegsführung                                  |
| Palantin Палантин                               |      |            |         | elektronische Kriegsführung                                  |
| Pole-21 Поле-21                                 |      |            |         | elektronische Kriegsführung                                  |
| Leer-2 Леер-2                                   |      |            |         | elektronische Kriegsführung                                  |
| RB-301B Borisoglebsk-2 РБ-301Б „Борисоглебск-2“ |      |            |         | elektronische Kriegsführung                                  |
| RB-341W Leer-3 РБ-341В „Леер-3“                 |      |            |         | elektronische Kriegsführung                                  |
| Silok Силок                                     |      |            |         | Anti-Drohnen-Fahrzeug und Automatisiertes UAV-Kontrollsystem |

### Panzerzüge
| Bezeichnung     | Bild | Einführung | Kaliber | Bemerkung |
| --------------- | ---- | ---------- | ------- | --------- |
| Amur Амур       |      | 2016       |         |           |
| Baikal Байкал   |      | 2016       |         |           |
| Wolga Волга     |      | 2022       |         |           |
| Jenissei Енисей |      | 2022       |         |           |

### Unbemannte Land- und Luftfahrzeuge
| Bezeichnung                       | Bild | Einführung | Kaliber | Bemerkung                                                   |
| --------------------------------- | ---- | ---------- | ------- | ----------------------------------------------------------- |
| MRK-65 МРК-65                     |      |            |         | unbemannter Aufklärer                                       |
| MRK-46 МРК-46                     |      |            |         | unbemannter Aufklärer und Minenräumer                       |
| MRK-RCh МРК-РХ                    |      |            |         | unbemannter Aufklärer für chemische Stoffe und Minenräumung |
| MRK-35MA МРК-35МА                 |      |            |         | unbemannter Aufklärer für chemische Stoffe und Minenräumung |
| Skarabey Скарабей                 |      |            |         | unbemannter Aufklärer und Minenräumer                       |
| Sfera Сфера                       |      |            |         | unbemannter Aufklärer und Minenräumer                       |
| Kapitan Капитан                   |      |            |         | unbemannter Aufklärer und Minenräumer                       |
| Skorpion-M Скорпион-М             |      |            |         | Kamikaze-Drohne und Mehrzweckfahrzeug                       |
| Ljaguschka Лягушка                |      |            |         | Kamikaze-Drohne                                             |
| Kobra-1600 Кобра-1600             |      |            |         | unbemannter Aufklärer und Minenräumer                       |
| Uran-6 Уран-6                     |      |            |         | unbemannter Minenräumer                                     |
| Prochod-1 Проход-1                |      |            |         | unbemannter Minenräumer                                     |
| Platforma-M Платформа-М           |      |            |         | Kampfunterstützungsdrohne                                   |
| MRK-3 МРК-3                       |      |            |         | Kampfunterstützungsdrohne                                   |
| Uran-9 Уран-9                     |      |            |         | Kampfunterstützungsdrohne                                   |
| Uran-14 Уран-14                   |      |            |         | Pionierdrohne                                               |
| Joschik Ёжик                      |      |            |         | unbemannter Aufklärer                                       |
| Nerechta Нерехта                  |      |            |         | Kampfunterstützungsdrohne                                   |
| BR-1 БР-1                         |      |            |         | unbemannter Aufklärer, Minenleger und Rettungsfahrzeug      |
| BR-2 БР-2                         |      |            |         | unbemannter Aufklärer, Minenleger und Rettungsfahrzeug      |
| BRG-1 БРГ-1                       |      |            |         | unbemannter Aufklärer, Minenleger und Rettungsfahrzeug      |
| Orlan-10 Орлан-10                 |      |            |         | Kampfdrohne                                                 |
| Inferno Инферно                   |      |            |         | unbemanntes Kampfflugzeug                                   |
| Murawei Муравей                   |      |            |         | unbemanntes Kampfflugzeug                                   |
| RPG-18 Mucha РПГ-18 „Муха“        |      |            |         | unbemanntes Kampfflugzeug                                   |
| Gortensia Гортензия               |      |            |         | unbemanntes Kampfflugzeug                                   |
| Blokpost Блокпост                 |      |            |         | unbemanntes Kampfflugzeug                                   |
| Upyr Упырь                        |      |            |         | unbemanntes Kampfflugzeug                                   |
| Worobei Воробей                   |      |            |         | unbemanntes Kampfflugzeug                                   |
| Ghoul                             |      |            |         | unbemanntes Kampfflugzeug                                   |
| Piranja Пиранья                   |      |            |         | unbemanntes Kampfflugzeug                                   |
| Granat-PG Гранат-ПГ               |      |            |         | unbemanntes Kampfflugzeug                                   |
| Lastotschka-M Ласточка-М          |      |            |         | unbemanntes Kampfflugzeug                                   |
| Forpost-R Форпост-Р               |      |            |         | unbemanntes Kampfflugzeug                                   |
| Kronschtadt Orion Кронштадт Орион |      |            |         | unbemanntes Kampfflugzeug                                   |
| Qods Mohajer-6                    |      |            |         | unbemanntes Kampfflugzeug                                   |
| Korsar Корсар                     |      |            |         | unbemanntes Kampfflugzeug                                   |
| Geran-1 Герань-1                  |      |            |         | Kamikaze-Drohne                                             |
| Geran-2 Герань-2                  |      |            |         | Kamikaze-Drohne                                             |
| Kartograf Картограф               |      |            |         | Aufklärungsdrohne                                           |
| Supercam S350 Суперкам S350       |      |            |         | Aufklärungsdrohne                                           |
| HORNET                            |      |            |         | zum Abwerfen von Minen oder Granaten                        |
| Woron-75 Ворон-75                 |      |            |         | Aufklärungsdrohne                                           |
| Lotosnik Лотосник                 |      |            |         | Aufklärungsdrohne                                           |
| Dschoker Джокер                   |      |            |         | Multifunktionsdrohne                                        |
| Jakowlew Ptschela Яковлев Пчела   |      |            |         | Multifunktionsdrohne                                        |
| ZALA 421-16E                      |      |            |         |                                                             |
| ZALA 421-08                       |      |            |         |                                                             |
| Orlan-30 Орлан-30                 |      |            |         |                                                             |
| Eleron-3 Элерон-3                 |      |            |         | Aufklärungsdrohne                                           |
| Eleron-7 Элерон-7                 |      |            |         | Aufklärungsdrohne                                           |
| Eleron-10 Элерон-10               |      |            |         | Aufklärungsdrohne                                           |
| Strekosa Стрекоза                 |      |            |         | Pionier-Aufklärungsdrohne                                   |
| Binokl Бинокль                    |      |            |         | taktische-Aufklärungsdrohne                                 |
| DJI Phantom 3                     |      |            |         | taktische-Aufklärungsdrohne                                 |
| BPLA-400T БПЛА-400Т               |      |            |         | taktische-Aufklärungsdrohne                                 |
| Gruscha Груша                     |      |            |         |                                                             |
| Granat-4 Гранат-4                 |      |            |         |                                                             |
| Tachion Тахион                    |      |            |         |                                                             |
| Sastawa (Bird-Eye 400) Застава    |      |            |         |                                                             |
| Kwasimatschta Квазимачта          |      |            |         | taktische-Aufklärungsdrohne                                 |
| ZALA 421-24                       |      |            |         | taktische-Aufklärungsdrohne                                 |
| Kub-BLA Куб-БЛА                   |      |            |         | taktische-Aufklärungsdrohne                                 |
| ZALA Lancet ZALA Ланцет           |      |            |         | Angriffsdrohne                                              |
| Scalpel Скальпель                 |      |            |         | Kamikaze-Drohne                                             |
| Priwet-82 Привет-82               |      |            |         | Kamikaze-Drohne                                             |
| Wektor Ch-120 Вектор Х-120        |      |            |         | Kamikaze-Drohne                                             |
| Gastello Гастелло                 |      |            |         | Kamikaze-Drohne                                             |
| Owod Овод                         |      |            |         | Kamikaze-Drohne                                             |

### Handfeuerwaffen
1. 1 2 3 4 5  
Leroy Thompson: Sowjetische Pistolen. S. 76–77.
2. 1 2  
Leroy Thompson: Sowjetische Pistolen. S. 57.
3. ↑  
Leroy Thompson: Sowjetische Pistolen. S. 53.
4. ↑  
Leroy Thompson: Sowjetische Pistolen. S. 27.
5. 1 2 3  
Mark Galeotti: Russische Sicherheits- und paramilitärische Kräfte seit 1991. S. 59–60.
6. 1 2  
Leroy Thompson: Das Handbuch zur Terrorismusbekämpfung.
7. ↑  
Doug Klain: Mobilisierung kann Russlands Krieg nicht retten.
8. ↑  Инженерное обеспечение Российской армии (russisch)
9. ↑  Военные формируют ТТЗ на новый военный кран-манипулятор (russisch)